# Danny Ward (1993)
Daniel 'Danny' Ward (Wrexham, 22 juni 1993) is een Welsh voetballer die als doelman speelt. Hij tekende in juli 2018 een contract tot medio 2022 bij Leicester City, dat circa €15.000.000,- voor hem betaalde aan Liverpool. Ward debuteerde in 2016 in het Welsh voetbalelftal.

## Clubcarrière
Ward speelde in de jeugdopleiding van Wrexham, waar hij in 2007 op 14-jarige leeftijd zijn eerste contract tekende. In maart 2011 werd hij voor de duur van een maand verhuurd aan Tamworth FC, uitkomend in de Conference Premier. Hij speelde op 12 maart 2011 zijn enige wedstrijd voor de club, in de wedstrijd tegen Hayes & Yeading United (3−2 verlies). Hij keerde terug bij Wrexham in de voorbereiding van het seizoen 2011/12 en werd bij de selectie van het A-elftal gehaald, maar maakte enkel een aantal wedstrijden mee vanaf de bank. Op 30 januari 2012 tekende Ward een contract bij Liverpool, dat circa £100.000 voor hem betaalde aan Wrexham. Hij sloot zich aan bij de onder 21 van Liverpool. In maart 2015 werd Ward voor een maand uitgeleend aan League Two-club Morecambe. Op 21 maart 2015 volgde zijn debuut in de Football League tegen Carlisle United. In juni 2015 verlengde Ward zijn contract bij Liverpool tot medio 2020. Een paar dagen later werd bekendgemaakt dat hij voor de rest van het seizoen uitgeleend zou worden aan de Schotse club Aberdeen. Hij maakte zijn debuut voor Aberdeen op 2 juli 2015 in de UEFA Europa League tegen FK Shkendija.
In januari 2016 haalde Liverpool Ward vanwege zijn goede prestaties vroegtijdig terug. Op 17 april 2016 maakte Ward zijn debuut in de Premier League in de met 1−2 gewonnen wedstrijd tegen AFC Bournemouth. Ward speelde de volledige wedstrijd. Gedurende het seizoen 2016-2017 werd de doelman verhuurd aan tweedeklasser Huddersfield Town. Hij maakte zijn debuut voor de club op 6 augustus 2016 in de met 2−1 gewonnen wedstrijd tegen Brentford FC.

## Interlandcarrière
Ward speelde in verschillende Welshe jeugdelftallen. In februari 2013 maakte hij onder coach Geraint Williams zijn debuut voor Jong Wales. In 2015 werd hij tijdens de kwalificatie voor het EK 2016 bij de selectie van het Welsh voetbalelftal gehaald. Tot een debuut kwam het destijds niet; in het voorjaar van 2016 debuteerde Ward in een vriendschappelijke interland tegen Noord-Ierland (1–1). Tijdens het Europees kampioenschap fungeerde hij als reservedoelman achter Wayne Hennessey. In de eerste groepswedstrijd tegen Slowakije (2–1) stond Ward in de basis wegens een blessure van Hennessey; nadien kwam hij niet meer in actie. Wales werd in de halve finale uitgeschakeld door Portugal (0–2), na in de eerdere twee knock-outwedstrijden Noord-Ierland (1–0) en België (3–1) te hebben verslagen.

## Erelijst
| FA Cup | 1x | 2020/21 |

1 Ward ·
2 Justin ·
3 Faes ·
4 Coady ·
5 Okoli ·
6 Ndidi ·
7 Fatawu ·
8 Winks ·
9 Vardy  ·
10 Mavididi ·
11 El Khannouss ·
14 Decordova-Reid ·
16 Kristiansen ·
17 Choudhury ·
18 Ayew ·
20 Daka ·
21 Pereira ·
22 Skipp ·
23 Vestergaard ·
24 Soumaré ·
29 Édouard ·
30 Hermansen ·
31 Iversen ·
33 Thomas ·
34 Golding ·
35 McAteer ·
37 Alves ·
40 Buonanotte ·
41 Stolarczyk ·
Coach: Cooper
1 Hennessey ·
2 Gunter ·
3 Taylor ·
4 Davies ·
5 Chester ·
6 A. Williams  ·
7 Allen ·
8 King ·
9 Robson-Kanu ·
10 Ramsey ·
11 Bale ·
12 Fôn Williams ·
13 G. Williams ·
14 Edwards ·
15 Richards ·
16 Ledley ·
17 Cotterill · 
18 Vokes ·
19 Collins ·
20 J. Williams ·
21 Ward ·
22 Vaughan · 
23 Church · 
Coach: Coleman
1 Hennessey ·
2 Gunter ·
3 Williams ·
4 B. Davies ·
5 Lockyer ·
6 Rodon ·
7 Allen ·
8 Wilson ·
9 T. Roberts ·
10 Ramsey ·
11 Bale  ·
12 Ward ·
13 Moore ·
14 C. Roberts ·
15 Ampadu ·
16 Morrell ·
17 Norrington-Davies · 
18 Williams ·
19 Brooks ·
20 James ·
21 A. Davies ·
22 Mepham · 
23 Levitt · 
24 Cabango · 
25 Colwill · 
26 Smith · 
Coach: Page
1 Hennessey ·
2 Gunter ·
3 N. Williams ·
4 B. Davies ·
5 Mepham ·
6 Rodon ·
7 Allen ·
8 Wilson ·
9 Johnson ·
10 Ramsey ·
11 Bale  ·
12 Ward ·
13 Moore ·
14 Roberts ·
15 Ampadu ·
16 Morrell ·
17 Lockyer ·
18 J. Williams ·
19 Harris ·
20 James ·
21 A. Davies ·
22 Thomas ·
23 Levitt ·
24 Cabango ·
25 Colwill ·
26 Smith ·
Coach: Page